# Syndrome de Felty
 Mise en garde médicale
Le syndrome de Felty est un syndrome défini par la triade :
- polyarthrite rhumatoïde ;
- splénomégalie : augmentation de volume de la rate ;
- neutropénie : baisse des polynucléaires neutrophiles.